# Saint-Martin-Petit
Saint-Martin-Petit è un comune francese di 446 abitanti situato nel dipartimento del Lot e Garonna nella regione della Nuova Aquitania.

## Società

### Evoluzione demografica
Abitanti censiti